# ستيف هيغينز
ستيف هيغينز (بالإنجليزية: Steve Higgins)‏ هو كاتب سيناريو وممثل أمريكي، ولد في 13 أغسطس 1963 في الولايات المتحدة.

## وصلات خارجية
- ستيف هيغينز على موقع IMDb (الإنجليزية)
- ستيف هيغينز على موقع ألو سيني (الفرنسية)
- ستيف هيغينز على موقع أول موفي (الإنجليزية)
- ستيف هيغينز على موقع قاعدة بيانات الفيلم (الإنجليزية)
- ستيف هيغينز على موقع كينوبويسك (الروسية)